# Den bolivianske frihedskrig
Den bolivianske frihedskrig begyndte i 1809 ved etableringen af juntaer i byerne Chuquisaca (i dag: Sucre) og La Paz i det daværende Øvre Peru. Juntaerne blev etableret efter, at der tidligere på året havde været mindre fejlslagne revolutioner i Chuquisaca og i La Paz. De nye juntaer blev dog hurtigt besejret, og områderne kom derfor atter under spanske royalisters kontrol.
I kølvandet på udbruddet den spanske selvstændighedskrig i Europa blev vicekongen i Vicekongedømmet i Río de la Plata i maj 1810 afsat ved Majrevolutionen og erstattet af en junta. Vicekongedømmet i Río de la Plata udgjorde på daværende tidspunkt myndigheden i det områder, der i dag omtrent udgør Argentina, Bolivia, Paraguay og Uruguay. Der blev fra Buenos Aires udsendt tre militære styrker til Øvre Peru (omtrentlig det nuværende Bolivia) ledet af Juan José Castelli, Manuel Belgrano og José Rondeau, men det lykkedes ikke at vinde kontrollen over det dengang ganske velstående Øvre Peru, der således forblev under royalisternes kontrol. Konflikten skiftede imidlertid karakter til en langvarig guerillakrig med oprørere (republiquetas), der bekæmpede den spanske krone og overhøjhed i landet. Guerillakrigen svækkede Spaniens position i Øvre Peru, og da Simón Bolívar og Antonio José de Sucre besejrede royalisterne i det nordlige Sydamerika, gennemførte Sucre et felttog mod de sydligere dele af kontinentet, der ultimativt besejrede roylisterne, hvilket førte til. at Bolivia kunne erklære sin selvstændighed den 6. august 1825.
Øvre Peru tog navnet Bolivia efter Simon Bolívar. Byen Chuquisaca blev opkaldt efter Antonio José de Sucre.